# Erika Sziva
Erika Sziva (née le 8 juin 1967 à Budapest, en Hongrie) est une joueuse d'échecs néerlandaise et hongroise qui remporte le championnat de Hongrie d'échecs féminin en 1988 et cinq fois celui des Pays-Bas, entre 1992 et 1999.

## Palmarès national
En 1988, Erika Sziva remporte le championnat de Hongrie d'échecs féminin. En 1989, elle se marie et déménage aux Pays-Bas. En 1990, au tournoi interzonal de Genting Highlands, Erika Sziva se classe 12e. Elle remporte le championnat d'échecs des Pays-Bas féminins néerlandais, en 1992, 1994, 1996, 1998 et 1999. En 2000, Erika Sziva participe au championnat du monde d'échecs féminin qui se joue à élimination directe et perd au premier tour contre l'Ukrainienne Natalia Joukova.

## Parcours avec l'équipe nationale des Pays-Bas

### Parcours lors des olympiades d'échecs féminins
Erika Sziva joue à plusieurs reprises pour les Pays-Bas lors des Olympiades d'échecs féminines :
- en 1992, au premier échiquier lors de la 30e Olympiade d'échecs qui se déroule à Manille (4 victoires (+4), 3 matchs nuls (=3), 4 défaite (-4)),
- en 1994, au premier échiquier lors de la 31e Olympiade d'échecs qui se déroule à Moscou (+5, = 5, -2),
- en 1996, au premier échiquier lors de la 32e Olympiade d'échecs qui se déroule à Erevan (+5, = 4, -2),
- en 1998, au deuxième échiquier lors de la 33e Olympiade d'échecs qui se déroule à Elista (+3, = 8, -0),
- en 2000, au deuxième échiquier lors de la 34e Olympiade d'échecs qui se déroule à Istanbul (+5, = 6, -2).

### Parcours lors du championnat d'Europe d'échecs des nations féminin
Erika Sziva joue pour les Pays-Bas lors du championnat d'Europe d'échecs des nations :
- en 1997, au premier échiquier lors du 2e championnat d'Europe d'échecs des nations féminin qui se déroule à Pula, en Croatie (+3, = 2, -2).

## Titres échiquéens internationaux
En 1989, elle reçoit le titre de maître international féminin (MIF).